# Шейтель

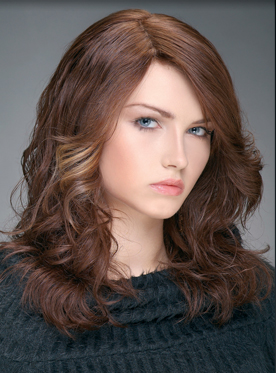
Жінка в шейтелі

Шейтель, шейтль (ідиш שייטל‎) — перука з штучного або натурального волосся, яку носять багато одружених єврейок, що належать до ортодоксального юдаїзму. Перуки носять весь час, незалежно від того, знаходиться жінка одна, в компанії інших жінок, або ж у змішаній компанії.
В Біблії відсутні згадки про перуки, їх носіння — традиція мінхаг. Особливі жіночі головні убори, характерні тільки для єврейок, з'явилися в XVII столітті, вони різнилися від регіону до регіону і в основному представляли собою чепчики. Перуки із коричневого сатину поширилися приблизно в цей же час, і думки рабинів розділилися з питання їх допустимості. Популярність перук продовжувала зростати в XVIII столітті (тоді перуки носили багато багатих європейок), однак з настанням наступного століття мода змінилася, і перука стала характерним елементом єврейського жіночого костюму. В середині XX століття більшість єврейок, за винятком літніх прихильниць ортодоксального юдаїзму і ультраортодоксальних юдейок, перестали носити перуки. В кінці XX століття шейтель знову став більш популярний, і його носить більшість ортодоксальних юдейок.
Більшість релігійних авторитетів, включаючи Маген Аврахама і Рема, дозволяє перуки, зроблені зі штучного волосся або натурального волосся, які не належать самій жінці, яка їх носить. У разі, якщо юдейка живе в співтоваристві, де не прийнято носити перуки, вважається, що носити шейтль не варто (до теологів, виступаючих проти шейтелів, належать Хатам Софер, Ісахаре Ейленбург та сефардсько-мізрахський релігійний лідер Овад'я Йосип). Багато хасидських рабинів виступають проти шейтелів, особливо зроблених з натурального волосся, з іншого боку, хасиди-хабадники вважають перуки найкращим способом покриття голови. У громадах сатмарських і сквирських хасидів одруженим жінкам прийнято голити голову і носити перуку. Деякі громади вимагають надягати на перуку ще й головний убір. Ізраїльські ортодоксальні юдейки зазвичай віддають перевагу не перукам, а хусткам та іншим головним уборам.
Шейтелі з натурального волосся можуть коштувати дуже дорого, кілька тисяч доларів. У 2004 році в США виник скандал, пов'язаний з виробництвом шейтелів з волосся, зібраних індуїстськими храмами в якості пожертвувань (в основному в храмі Тірумали Венкатешвари). Кілька чільних рабинів, включаючи Йосефа Шалома, оголосили, що використання таких перук порушує заповідь про заборону ідолопоклонства. У 2016 році з'явився сайт ShayTell, що збирає відгуки на шейтелі, аналогічно до Yelp.

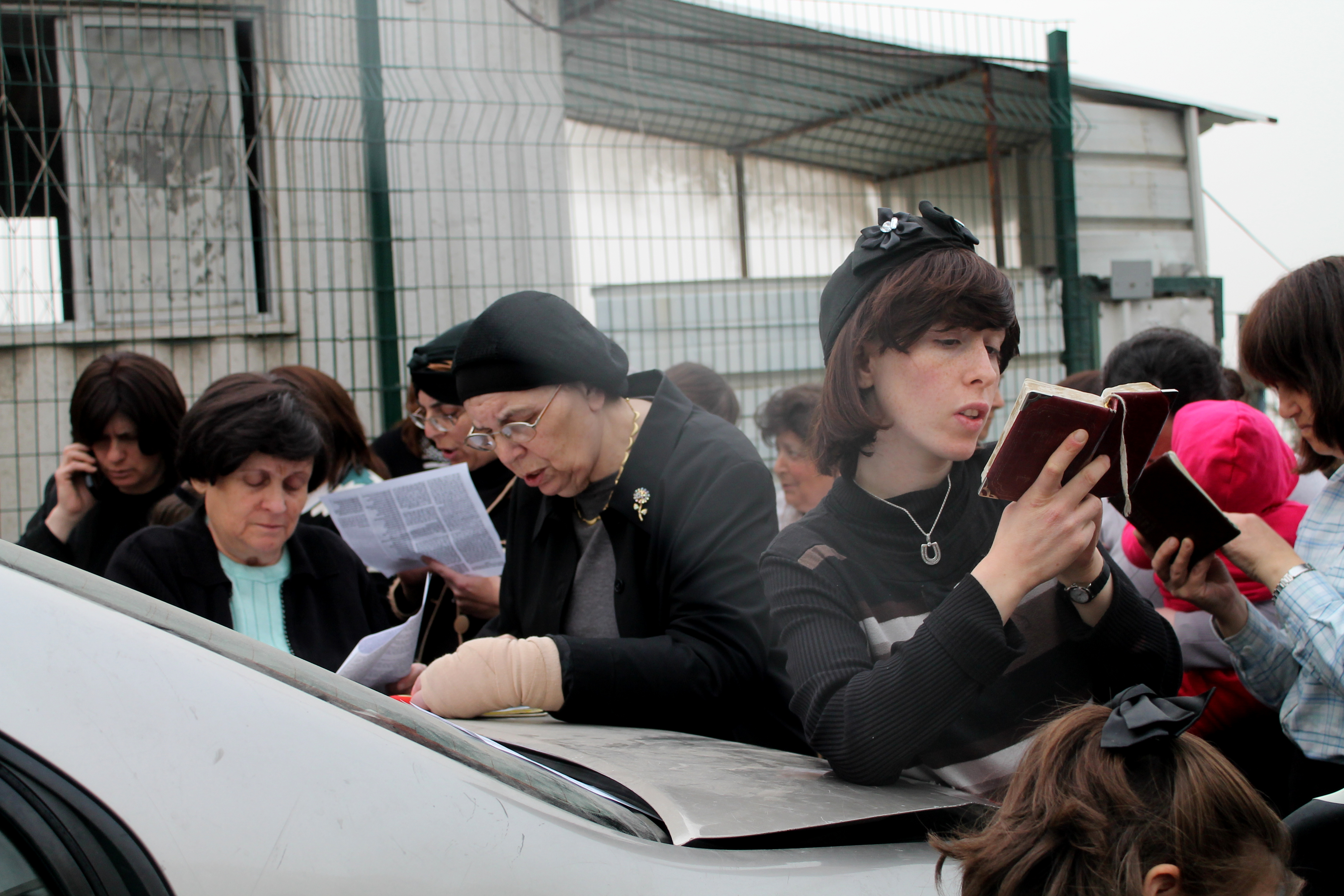
Ортодоксальні юдейки в перуках і хустках
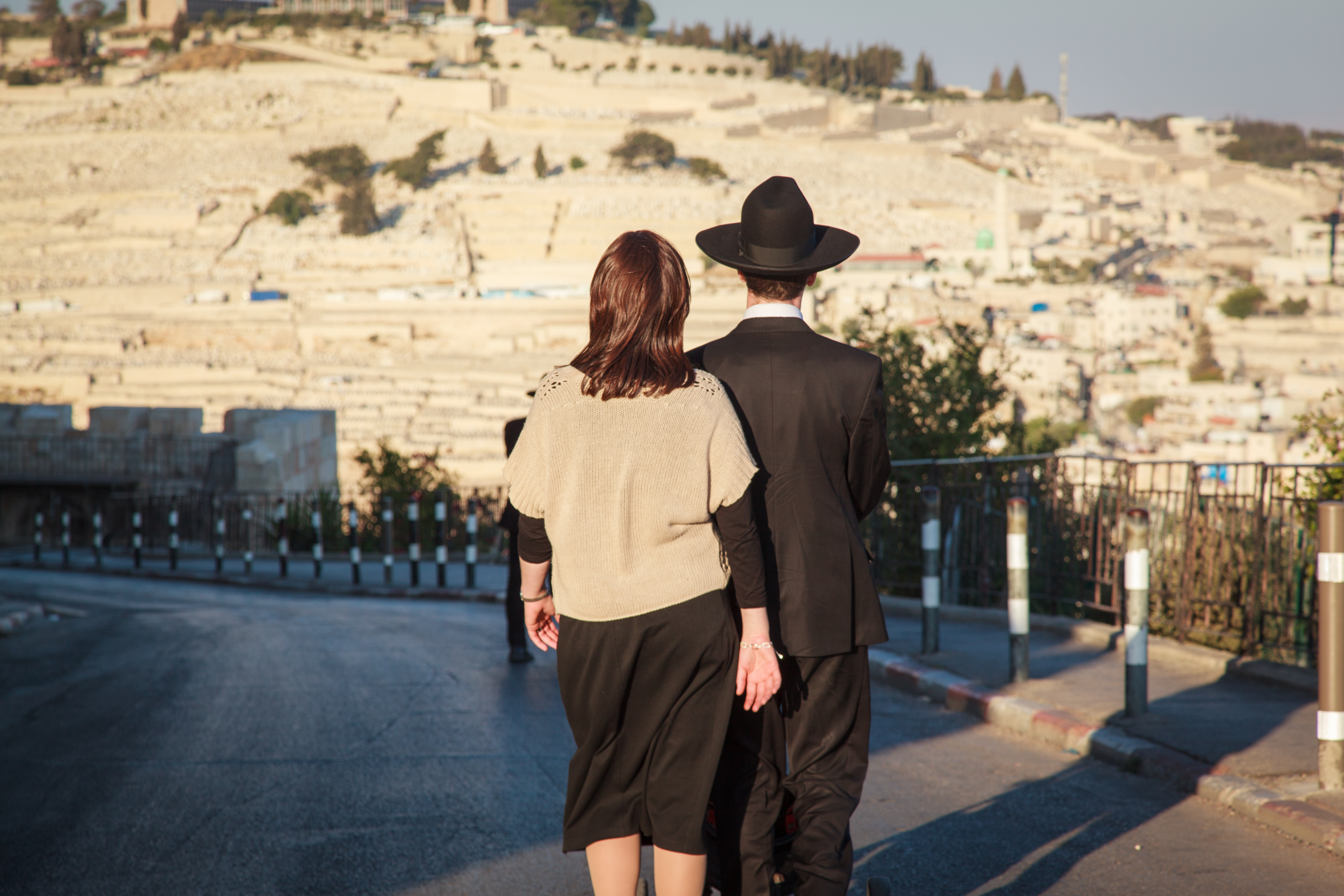
Єврейка в шейтелі
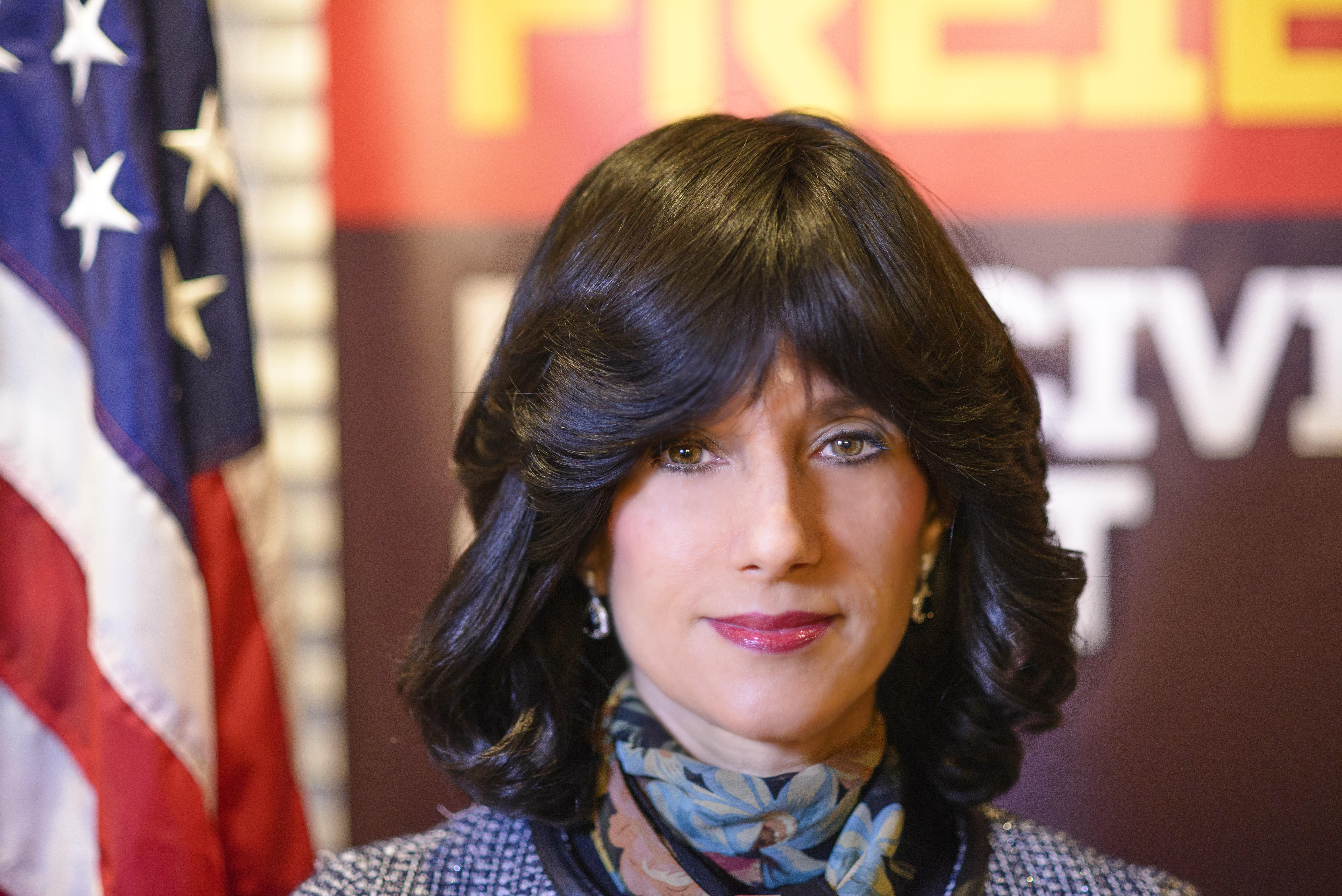
Рейчел Фреєр — перша суддя-хасидка в штаті Нью-Йорк